# Oak (portugiesische Band)
Oak ist eine 2017 gegründete Funeral-Doom-Band.

## Geschichte
Die portugiesischen Musiker Guilherme Henriques und Pedro Soares von der Band Gaerea gründeten Oak 2018 als Nebenprojekt während des Schreibprozesses an dem Gaerea-Album Unsettling Whispers. Pedro Soares verließ Gaerea nach den Aufnahmen, wodurch Oak zu seinem Hauptprojekt wurde. Bereits vor den ersten Aufnahmen trat Oak Live in Erscheinung. Den ersten Auftritt bestritt das Duo als Vorgruppe für Bell Witch im März 2018 in Viana do Castelo. Kleine Tourneen und Festivalauftritte folgten.
Der Schreibprozess zum Oak-Debüt ging zügig vonstatten und nach einem Stück, das Oak als Musikdownload herausgab, schloss das Duo einen Vertrag mit Transcending Obscurity Records, einem indischen Label, über das das Debüt Lone im Jahr 2019 erschien. Das Album wurde in vier Studio-Tagen im Stone Sound Studio unter der Leitung und Begleitung von Ricardo Oliveira eingespielt. Der italienische Cover-Künstler Paolo Girardi gestaltete die Hülle und das Begleitmaterial des Albums. Internationale Reaktionen auf Lone fielen überwiegend positiv aus. Lediglich Josuph Price bemängelte in seiner für The Sleeping Shaman verfassten Rezension das Album und beschrieb die Gruppe als mäßig inspirierte Epigone von Bell Witch, deren Qualität sich jedoch in der zweiten Albumhälfte bessere. Auch in weiteren Rezensionen wird auf eine Nähe zu Bell Witch verwiesen, dabei sei das Album „vielseitige, aber solide“ geraten. Andreas Schiffmann schrieb für Musikreviews.de, Lone sei „ein standesgemäßes Death-Doom-Album, dem zwar die herausragenden Momente fehlen,“ diesen Mangel jedoch teilweise über den Einsatz gekonnter Stimmungswechsel kompensiere. In Rezensionen für Stormbringer.at und Headbanger Reviews wurde das Album hingegen hoch gelobt und als „Offenbarung“, „spirituelle Erfahrung“ und „Wunder“ gepriesen.

## Stil
Das Duo Oak spielt auf Lone einen Musikstil der als Funeral Doom und Death Doom kategorisiert wird. Dem Duo wird eine deutliche Nähe zu Bell Witch attestiert. Mitunter beschreiben Rezensenten das Debüt als weniger bewegliche Kopie des Bell-Witch-Albums Mirror Reaper. Neben Bell Witch verweist Soares auf Primitive Man, Convocation und Mournful Congregation als weitere Inspiration. Die „ausladende Strukturen“ werden mit Jamsessions assoziiert. Von „kargen Leere aushallenden Akkorden und spärlichen Drum-Akzenten“ schwenkt das Spiel aus „hypnotischen und zerbrechlich anmutenden Melodien“, und das Duo fügt „harte Akkorde ein, begleitet von nietender Doublebass und sorgfältig dosiertem Stimmeinsatz“. Dieser wird als tiefes Growling präsentiert und als „Urgewalt“ lobend beschrieben.

## Diskografie
- 2018: Sculptures (Download-Single, Selbstverlag)
- 2019: Lone (Album, Transcending Obscurity Records)
- 2023: Disintegrate (Album, Season of Mist)